# Nová Ves u Bakova
Nová Ves u Bakova è un comune della Repubblica Ceca facente parte del distretto di Mladá Boleslav, in Boemia Centrale.